# New York Knicks 1996-1997
La stagione 1996-97 dei New York Knicks fu la 48ª nella NBA per la franchigia.
I New York Knicks arrivarono secondi nella Atlantic Division della Eastern Conference con un record di 57-25. Nei play-off vinsero il primo turno con i Charlotte Hornets (3-0), perdendo poi la semifinale di conference con i Miami Heat (4-3).

## Roster
| N° | Naz.                   | Ruolo | Sportivo       | Anno | Alt. | Peso |
| -- | ---------------------- | ----- | -------------- | ---- | ---- | ---- |
| 1  | Stati Uniti (bandiera) | G     | Chris Childs   | 1967 | 191  | 88   |
| 2  | Stati Uniti (bandiera) | A     | Larry Johnson  | 1969 | 198  | 113  |
| 3  | Stati Uniti (bandiera) | G     | John Starks    | 1965 | 191  | 82   |
| 4  | Stati Uniti (bandiera) | G     | Scott Brooks   | 1965 | 180  | 75   |
| 7  | Stati Uniti (bandiera) | A     | Chris Jent     | 1970 | 201  | 100  |
| 20 | Stati Uniti (bandiera) | G     | Allan Houston  | 1971 | 198  | 91   |
| 21 | Stati Uniti (bandiera) | G     | Charlie Ward   | 1970 | 188  | 86   |
| 32 | Stati Uniti (bandiera) | AC    | Herb Williams  | 1958 | 208  | 110  |
| 33 | Stati Uniti (bandiera) | C     | Patrick Ewing  | 1962 | 213  | 109  |
| 34 | Stati Uniti (bandiera) | AC    | Charles Oakley | 1963 | 203  | 102  |
| 40 | Stati Uniti (bandiera) | A     | Walter McCarty | 1974 | 208  | 104  |
| 44 | Stati Uniti (bandiera) | A     | John Wallace   | 1974 | 203  | 102  |
| 52 | Stati Uniti (bandiera) | AC    | Buck Williams  | 1960 | 203  | 98   |

## Staff tecnico
- Allenatore: Jeff Van Gundy
- Vice-allenatori: Don Chaney, Brendan Malone, Jeff Nix, Tom Thibodeau, Greg Brittenham